# 오세아닉 항공

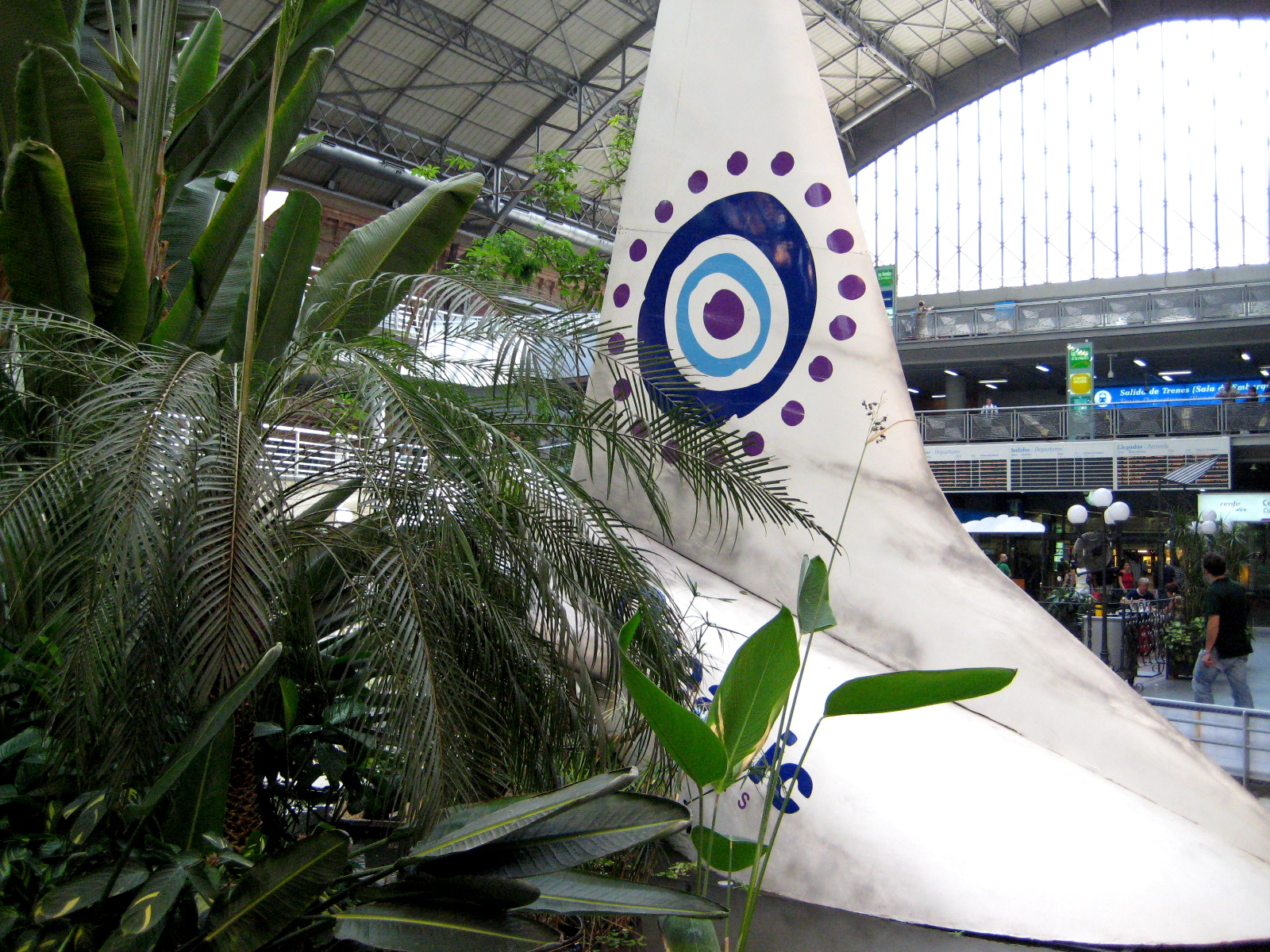

오세아닉 항공사 (Oceanic Airlines, 오세아닉 에어웨이라고도 불리기도 함)은 다수의 영화나 텔레비전 프로그램에 등장하는 가상의 항공사다.
로스트에 등장하는 것으로 잘 알려져 있는 이 항공사의 로고는 호주 원주민의 문화 양식을 기반으로 만들어져 있으며 과녁이나, 섬, 알파벳 O를 닯았다.
오세아닉 에어웨이의 첫 등장은 1996년 영화《파이널 디씨전》이긴 하지만 로스트에서는 로고와 항공 제복이 다르게 등장한다. 이 스톡 푸테지는 여러 영화나 텔레비전에 등장한 적이 있으며 그 외 관계 없는 소설 같은 데에서도 쓰이고 있다.